# Газета (газета)
«Газета» — ежедневная российская общественно-политическая газета, выходившая с сентября 2001 до апреля 2010 года 5 раз в неделю с понедельника по пятницу с объёмом издания от 24 до 32 полос. Первый номер вышел 29 сентября 2001 года. С 2005 года «Газета» являлась официальным партнёром крупнейших британских изданий The Daily Telegraph и The Sunday Telegraph.

## История
«Газета» была запущена при непосредственном участии её первого главного редактора Рафа Шакирова. Уже в первый год своего существования она стала одной из самых читаемых среди качественных ежедневных газет. Основными конкурентами газета рассматривала такие издания, как «Коммерсантъ» и «Ведомости». Главными редакторами «ГАЗЕТЫ» были Раф Шакиров (2001—2003), Михаил Михайлин (2003—2005), Пётр Фадеев (2005—2008), Сергей Муравьёв (2009—2010). Владельцем газеты являлся глава Новолипецкого металлургического комбината Владимир Лисин.
В газете публиковались новости политики, бизнеса, экономики, культуры, спорта, здравоохранения и последние сводки происшествий. Также выходили астрологический прогноз от Валерия Ледовских, кроссворды и телепрограмма нескольких российских каналов как на вторую половину дня, так и на неделю от понедельника до понедельника («Первый», «Россия», ТВЦ, «Третий канал», НТВ, «Культура», ТВ-6/ТВС/«РТР-Спорт», REN-TV и СТС, позднее ещё и спортивных каналов производства «НТВ-Плюс»).
По состоянию на конец 2004 года газета имела тираж в 7000 экземпляров. В 2005 году издание перешло на полноцветную печать (до этого газета выходила в чёрно-белом варианте, а все фотографии в ней с помощью специализированной компьютерной программы приобретали рыжеватый оттенок). Тогда же, следуя мировым тенденциям на рынке печатной прессы, было принято решение о переходе к новому формату издания. Вместо прежнего формата А2 стала выходить в более удобном для читателя и компактном формате А3. Одновременно был изменён логотип издания. Предполагалось, что в том же году не приносящее прибыли издание будет продано, но интерес к газете со стороны покупателей тогда никто не проявил. С октября 2005 года совместно с «Газетой» стало издаваться иллюстрированное пятничное приложение, журнал «Домой!» в формате А4 на глянцевой бумаге и состоявший из 64 полос.
Во время украинской Оранжевой революции осенью 2004 года газета на своих страницах отражала позицию российских праволиберальных политиков и партий. В середине-конце 2000-х годов корреспонденты газеты специализировались на широком освещении деятельности российской политической оппозиции, в частности, Маршей несогласных, коалиции «Другая Россия» и Михаила Касьянова, желавшего принять участие в президентских выборах 2008 года. Выходили интервью с бывшим менеджером нефтяной компании ЮКОС Леонидом Невзлиным. Публикация интервью с Эдуардом Лимоновым в номере от 5 апреля 2007 года вызвала негативную реакцию со стороны части российских политических деятелей и партий. В октябре 2007 года издание опубликовало интервью с дочерью убитой годом ранее журналистки Анны Политковской Верой, в котором та высказала свои сомнения относительного того, что убийцы её матери будут наказаны.
В 2005 году «Газета» и компания The Telegraph Group Ltd., издатель влиятельной британской ежедневной газеты The Daily Telegraph и воскресной газеты The Sunday Telegraph, заключили соглашение о партнёрстве. С 3 июня 2006 года весь тираж газеты стал печататься в полиграфическом комплексе «Экстра М».
В 2008 году пост главного редактора покинул Пётр Фадеев. Его уход (по некоторым версиям) был связан с опубликованным в августе того же года интервью, в котором подвергались сомнению официальные причины российско-грузинской войны. Вместо него с января 2009 года на пост главного редактора «Газеты» назначен Сергей Муравьёв — выпускник факультета журналистики Московского государственного университета им. М. В. Ломоносова, работающий в СМИ с 1993 года. До того, как занять в 2005 году должность первого заместителя главного редактора, а затем и главного редактора «Газеты», работал в газетах «Коммерсантъ», «Известия», «Время новостей». Новая команда редакторов во главе с Муравьёвым поменяла формат издания с делового на общественно-политический.
В декабре 2009 года от нескольких источников в редакции, имевших связи с собственником Владимиром Лисиным, сообщили, что денег на печать газеты осталось только на выпуск издания в течение первого квартала 2010 года, и по этой причине будет начата масштабная подготовка к переходу «Газеты» в онлайн-версию, которая будет сопровождаться кадровыми перестановками и массовыми сокращениями штата. В ходе этой процедуры издание покинули почти все его ключевые сотрудники. С 1 апреля 2010 года бумажная версия «Газеты» прекратила своё существование. На момент закрытия персонал редакции три месяца не получал заработную плату, что также послужило поводом для объявления забастовки.
В мае 2011 года перестала выходить онлайн-версия газеты.

## Авторы издания
В разное время с изданием сотрудничали: Андрей Реут, Виктор Шендерович, Евгений Киселёв, Игорь Иртеньев, Максим Кононенко, Фёкла Толстая, Валерий Ледовских, Василий Уткин, Юрий Розанов, Надежда Кеворкова, Артур Соломонов, Глеб Ситковский, Сергей Капков, Олеся Шмагун, Слава Тарощина, Вадим Дубнов, Роман Трушечкин, Антон Долин, Иван Голунов, Антон Носик, Иван Егоров (освещал события в Беслане в сентябре 2004 года), Мария Железнова, Алина Ребель, Айдар Бурибаев, Гюляра Садых-заде, Николай Александров, Евгений Ясин, Александр Шмурнов, Алексей Андронов, Александр Хаванов, Кирилл Дементьев.

## Конкурсы и награды
«ГАЗЕТА» удостоена Знака отличия «Золотой фонд прессы» в сегменте ежедневных деловых газет за достижение высокого качественного уровня издания.
«ГАЗЕТА» является также обладателем диплома «Знак Отличия» в номинации «Лучшее использование недокументальных иллюстраций» и диплома «Знак Отличия» в номинации «Лучшее оформление первой полосы».
В числе других профессиональных наград газеты «ГАЗЕТА»:
- «ЗОЛОТОЕ ПЕРО» — за разработку и осуществление самого оригинального проекта;
- «ЛУЧШИЙ СПОРТИВНЫЙ ЖУРНАЛИСТ»
- «ЛУЧШИЙ МОЛОДОЙ КИНОКРИТИК»
- «ПРЕСС-ФОТО»
- «ФЕДЕРАЛЬНАЯ ГАЗЕТА ГОДА»
- «ПРЕМИЯ АРТЕМА БОРОВИКА».

## GZT.RU
GZT.RU — это самостоятельное Интернет-издание, которое с мая 2009 года публиковало наряду со статьями «Газеты» и свои собственные материалы: как в формате статей (от 3,5 до 7 тысяч знаков), так и в виде коротких, на несколько абзацев максимум, сообщений.
Материалы газеты «Газета» регулярно выкладывались в отдельном разделе, кроме того с конца лета 2009 года была введена поддержка блогов LiveCity и все новости Москвы вынесены в отдельный раздел «Мегаполис». В самих статьях была реализована поддержка видеороликов, к ряду актуальных материалов подобраны фотогалереи (часто с использованием снимков AP, AFP и других агентств, а также корреспондентов «Газеты»).
Интернет-издание в прежнем формате было закрыто в конце мая 2011 года по решению собственника ресурса Владимира Лисина, но в сентябре 2012 года Лисин объявил о перезапуске проекта под брендом «Информационный портал „Городские заметки“ Gzt.ru». В данном качестве портал продолжает функционировать по настоящее время (в данный момент сайт показывает следующее сообщение: «сайт на реконструкции
Приносим извинения за неудобства»).